# Plopoasa, Vaslui
Plopoasa este un sat în comuna Todirești din județul Vaslui, Moldova, România.
 Acest articol despre o localitate din județul Vaslui este deocamdată un ciot. Puteți ajuta Wikipedia prin completarea lui.